# Welshpool
Welshpool (velšsky Y Trallwng) je město v hrabství Powys (podle historického členění se nachází v Montgomeryshire) ve Walesu. Nachází se šest kilometrů od anglicko-velšské hranice, jedenáct kilometrů severně od Montgomery a leží na řece Severn. Velšský název sídla Y Trallwng lze přeložit jako „bažinaté nebo potopené půdy“. Původní anglický název sídla byl jen Pool, na název Welshpool byl změněn až roku 1835, aby nedocházelo k záměně s anglickým městem Poole. Podle sčítání obyvatel v roce 2011 zde žilo 6664 lidí. Kostel na místě města Welshpool vznikl v pátém až šestém století a za jeho zakladatele je považován svatý Cynfelin. Ve dvanáctém a třináctém století byl Welshpool hlavním městem království Powys Wenwynwyn.